# Liste der niederländischen Abgeordneten zum EU-Parlament (1989–1994)
Die Liste der niederländischen Abgeordneten zum EU-Parlament (1989–1994) listet alle niederländischen Mitglieder des 3. Europäischen Parlaments nach der Europawahl in den Niederlanden 1989.

## Mandatsstärke der Parteien
- SOC/SPE: 8
- RBW: 2
- LDR: 4
- NI: 1
- EVP/
EVP-ED: 10

| Nationale Partei | Mandate | Fraktion |
| --- | ------- | --- |
| Christen-Democratisch Appèl (CDA)                                                                                            | 10      | Fraktion der Europäischen Volkspartei (EVP)Fraktion der Europäischen Volkspartei und europäischer Demokraten (EVP-ED) (ab Mai 1992) |
| Partij van de Arbeid (PvdA)                                                                                                  | 08      | Sozialistische Fraktion (SOC)Fraktion der Sozialdemokratischen Partei Europas (SPE) (ab 21. April 1993)                             |
| Volkspartij voor Vrijheid en Democratie (VVD)                                                                                | 03      | Liberale und Demokratische Reformfraktion (LDR)                                                                                     |
| Democraten 66 (D66) | 01      | Liberale und Demokratische Reformfraktion (LDR)                                                                                     |
| Regenboog (R)GroenLinks (GL) (ab 1990)                                                                                       | 02      | Regenbogenfraktion (RBW) |
| Staatkundig Gereformeerde Partij (SGP), 000Reformatorische Politieke Federatie (RPF), 000Gereformeerd Politiek Verbond (GPV) | 01      | Fraktionslose Abgeordnete (NI) |
| Gesamt | 25      | |

## Abgeordnete
| Bild | MEP                    | von               | bis              | Partei      | Fraktion   | Anmerkungen                          |
| ---- | ---------------------- | ----------------- | ---------------- | ----------- | ---------- | ------------------------------------ |
|      | Jan-Willem Bertens     | 25. Juli 1989     | 18. Juli 1994    | D66         | LDR        |                                      |
|      | Bouke Beumer           | 25. Juli 1989     | 18. Juli 1994    | CDA         | EVP/EVP-ED |                                      |
|      | Pam Cornelissen        | 25. Juli 1989     | 18. Juli 1994    | CDA         | EVP/EVP-ED |                                      |
|      | Hedy d’Ancona          | 25. Juli 1989     | 7. November 1989 | PvdA        | SOC        | Nachrückerin: Mathilde van den Brink |
|      | Piet Dankert           | 25. Juli 1989     | 7. November 1989 | PvdA        | SOC        | Nachrückerin: Annemarie Goedmakers   |
|      | Gijs de Vries          | 25. Juli 1989     | 18. Juli 1994    | VVD         | LDR        |                                      |
|      | Annemarie Goedmakers   | 20. November 1989 | 18. Juli 1994    | PvdA        | SOC/SPE    | Nachgerückt für Piet Dankert         |
|      | Jim Janssen van Raaij  | 25. Juli 1989     | 18. Juli 1994    | CDA         | EVP/EVP-ED |                                      |
|      | Jessica Larive         | 25. Juli 1989     | 18. Juli 1994    | VVD         | LDR        |                                      |
|      | Hanja Maij-Weggen      | 25. Juli 1989     | 6. November 1989 | CDA         | EVP        | Nachrücker: Bartho Pronk             |
|      | Alman Metten           | 25. Juli 1989     | 18. Juli 1994    | PvdA        | SOC/SPE    |                                      |
|      | Hemmo Muntingh         | 25. Juli 1989     | 18. Juli 1994    | PvdA        | SOC/SPE    |                                      |
|      | Ria Oomen-Ruijten      | 25. Juli 1989     | 18. Juli 1994    | CDA         | EVP/EVP-ED |                                      |
|      | Arie Oostlander        | 25. Juli 1989     | 18. Juli 1994    | CDA         | EVP/EVP-ED |                                      |
|      | Karla Peijs            | 25. Juli 1989     | 18. Juli 1994    | CDA         | EVP/EVP-ED |                                      |
|      | Jean Penders           | 25. Juli 1989     | 18. Juli 1994    | CDA         | EVP/EVP-ED |                                      |
|      | Bartho Pronk           | 20. November 1989 | 18. Juli 1994    | CDA         | EVP/EVP-ED | Nachgerückt für Hanja Maij-Weggen    |
|      | Jan Sonneveld          | 25. Juli 1989     | 18. Juli 1994    | CDA         | EVP/EVP-ED |                                      |
|      | Mathilde van den Brink | 20. November 1989 | 18. Juli 1994    | PvdA        | SOC/SPE    | Nachgerückt für Hedy d’Ancona        |
|      | Nel van Dijk           | 25. Juli 1989     | 18. Juli 1994    | RGL         | RBW        |                                      |
|      | Maartje van Putten     | 25. Juli 1989     | 18. Juli 1994    | PvdA        | SOC/SPE    |                                      |
|      | Wim van Velzen         | 25. Juli 1989     | 18. Juli 1994    | PvdA        | SOC/SPE    |                                      |
|      | Herman Verbeek         | 25. Juli 1989     | 18. Juli 1994    | RGL         | RBW        |                                      |
|      | Maxime Verhagen        | 25. Juli 1989     | 18. Juli 1994    | CDA         | EVP/EVP-ED |                                      |
|      | Ben Visser             | 25. Juli 1989     | 18. Juli 1994    | PvdA        | SOC/SPE    |                                      |
|      | Leen van der Waal      | 25. Juli 1989     | 18. Juli 1994    | SGP-RPF-GPV | NI         |                                      |
|      | Florus Wijsenbeek      | 25. Juli 1989     | 18. Juli 1994    | VVD         | LDR        |                                      |
|      | Eisso Woltjer          | 25. Juli 1989     | 18. Juli 1994    | PvdA        | SOC/SPE    |                                      |